# Miroslav Šperk
Miroslav Šperk (10 de octubre de 1984) es un deportista checo que compitió en atletismo adaptado. Ganó una medalla de plata en los Juegos Paralímpicos de Atenas 2004 en la prueba de lanzamiento de disco (clase F56).

## Palmarés internacional
| Juegos Paralímpicos | Juegos Paralímpicos | Juegos Paralímpicos | Juegos Paralímpicos |
| Año                 | Lugar               | Medalla             | Prueba              |
| ------------------- | ------------------- | ------------------- | ------------------- |
| 2004                | Atenas (Grecia)     | Medalla de plata    | Disco F56           |